# Ježíšovo působení

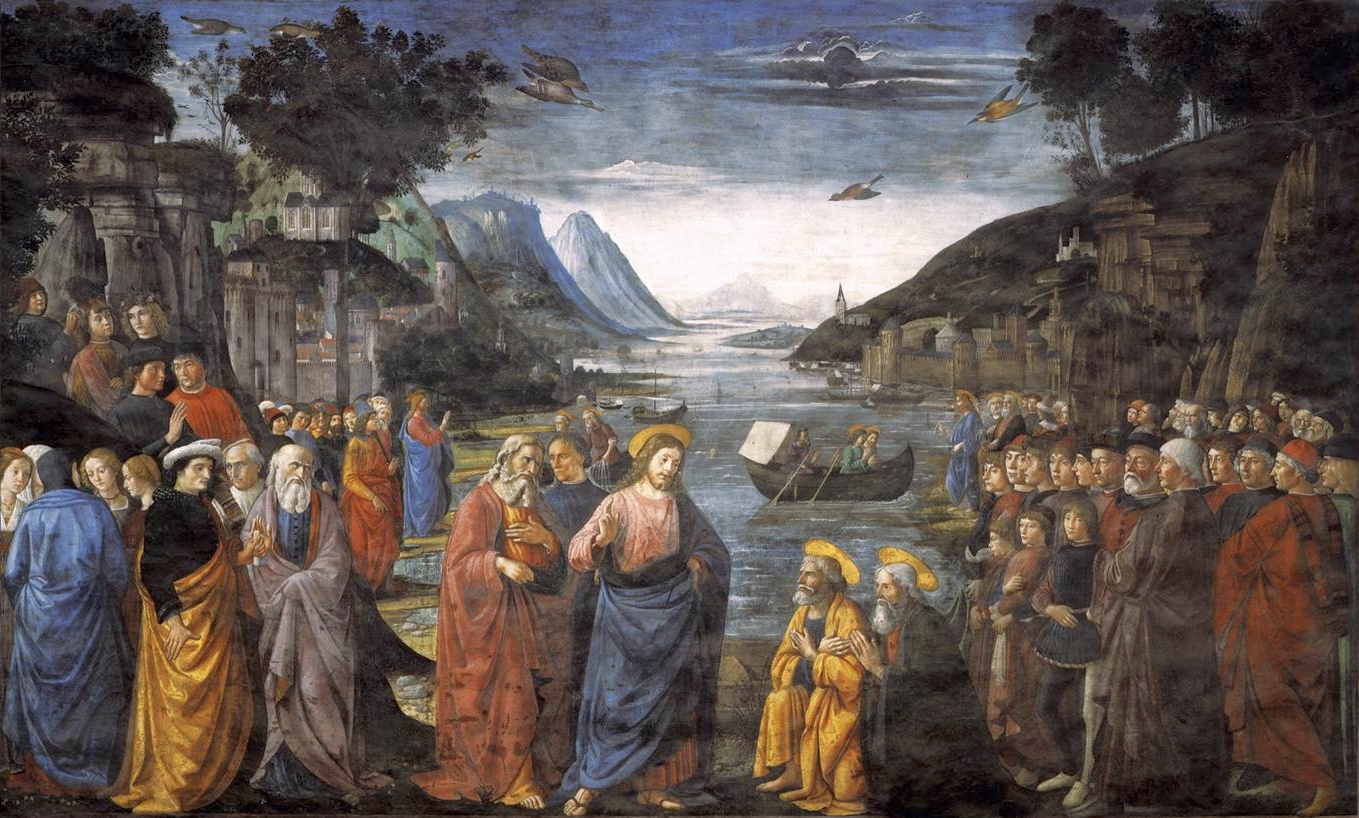
Povolání apoštolů (1481), Domenico Ghirlandaio

Ježíšovo působení v kanonických evangeliích začíná jeho křtem u řeky Jordán Janem Křtitelem a končí v Jeruzalémě v Judsku po poslední večeři s učedníky. Lukášovo evangelium – Lk 3, 23 (Kral, ČEP) uvádí, že Ježíšovi bylo na začátku jeho působení „asi 30 let“. Chronologie Ježíšova působení obvykle stanovuje datum začátku jeho působení přibližně na 27–29 n. l. a konec v rozmezí 30–36 n. l.
Ježíšovo rané galilejské působení začíná, když se po svém křtu vrací z pokušení v Judské poušti zpět do Galileje. V tomto raném období káže po Galileji a získává své první učedníky, kteří začínají putovat s ním a nakonec tvoří jádro prvotní církve, jak se předpokládá, apoštolové se rozptýlili z Jeruzaléma, aby založili apoštolské stolce. Hlavní galilejské působení, které začíná v 8. kapitole Matoušova evangelia – Mt 8 (Kral, ČEP), zahrnuje pověření dvanácti apoštolů a pokrývá většinu Ježíšova působení v Galileji. Poslední galilejské působení začíná po stětí Jana Křtitele, když se Ježíš připravuje na cestu do Jeruzaléma.
V pozdější judejské činnosti se Ježíš vydává na svou poslední cestu do Jeruzaléma přes Judsko. Při cestě do Jeruzaléma se Ježíš v pozdějším pereaském působení, asi ve třetině cesty od Galilejského moře (ve skutečnosti sladkovodního jezera) podél řeky Jordán, vrací do oblasti, kde byl pokřtěn.
Závěrečné působení v Jeruzalémě se někdy nazývá pašijový týden a začíná Ježíšovým triumfálním vjezdem do Jeruzaléma. Evangelia poskytují o závěrečném působení více podrobností než o ostatních obdobích a poslednímu týdnu Ježíšova života v Jeruzalémě věnují asi třetinu svého textu.

## Přehled

Judea, Galilea a sousední oblasti během Ježíšova působení

Viz též: Ježíšova chronologie a Novozákonní místa spojená s Ježíšem
Začátek Ježíšova působení se podle evangelií odehrává na venkově římské provincie Judeje, poblíž řeky Jordán.
Evangelia představují činnost Jana Křtitele jako předchůdce Ježíšova působení a Ježíšův křest jako začátek Ježíšovy činnosti, po kterém Ježíš putuje, káže a koná zázraky. Ježíšův křest je obecně považován za začátek a Poslední večeře s učedníky v Jeruzalémě za konec jeho působení. Někteří autoři však považují za součást Ježíšova působení i období mezi Zmrtvýchvstáním a Nanebevstoupením.
Lukáš – Lk 3, 23 (Kral, ČEP) uvádí, že Ježíšovi bylo na začátku jeho služby „asi 30 let“. Existují různé přístupy k odhadu data začátku Ježíšova působení. Jeden přístup založený na kombinaci informací z Lukášova evangelia s historickými údaji o císaři Tiberiovi vede k datu kolem roku 28–29 n. l., zatímco druhý nezávislý přístup založený na výrocích v Janově evangeliu spolu s historickými informacemi z Flavia Iosepha o jeruzalémském chrámu dospívá k datu kolem roku 27–29 n. l.
V Novém zákoně je datum Poslední večeře velmi blízko před datem Ježíšova ukřižování (odtud její název). Odborné odhady data ukřižování se obecně pohybují v rozmezí let 30-36 n. l.
Tři synoptická evangelia se zmiňují pouze o jedné pasše, konkrétně o pasše na konci Ježíšova působení, kdy je ukřižován (s výjimkou Lukášova evangelia, které vypráví o návštěvě Svaté rodiny na paschu, když je Ježíšovi dvanáct let). V Janově evangeliu jsou tři zmínky o velikonočních svátcích: Jan 2, 13 (Kral, ČEP); Jan 6, 4 (Kral, ČEP) a Jan 12, 1 (Kral, ČEP). V Janově evangeliu se o velikonočních svátcích píše v několika verších. Někteří tvrdí, že Janovo evangelium odkazuje pouze na dvoje skutečné velikonoce, jedny na začátku Ježíšova působení a druhé na konci jeho působení, a že třetí zmínka o velikonocích je pouze předpovědí druhých velikonoc v Janově evangeliu. Většina badatelů však uznává, že mezi verši 6,4 „velikonoce... se přiblížily“ a 12,1 „šest dní před velikonocemi přišel Ježíš do Betánie...“ uplyne hodně času, zejména na začátku 7. kapitoly, která dokonce zahrnuje další svátek (Stánky/Přístřešky), a pak v Jan 10, 22 (Kral, ČEP) opět uplyne další období a také svátek zasvěcení.
Tato třetí zmínka o velikonocích v Janově evangeliu je důvodem, proč mnozí předpokládají, že působení Ježíše trvalo přibližně tři roky. Učenci, kteří podporují tříleté působení, jako například Köstenberger, uvádějí, že Janovo evangelium jednoduše poskytuje podrobnější popis.
V době Ježíšova působení vládl v Galileji a Pereji tetrarcha Herodes Antipas, který tuto funkci získal po rozdělení území po smrti Heroda Velikého v roce 4 př. n. l.

## Křest a rané působení

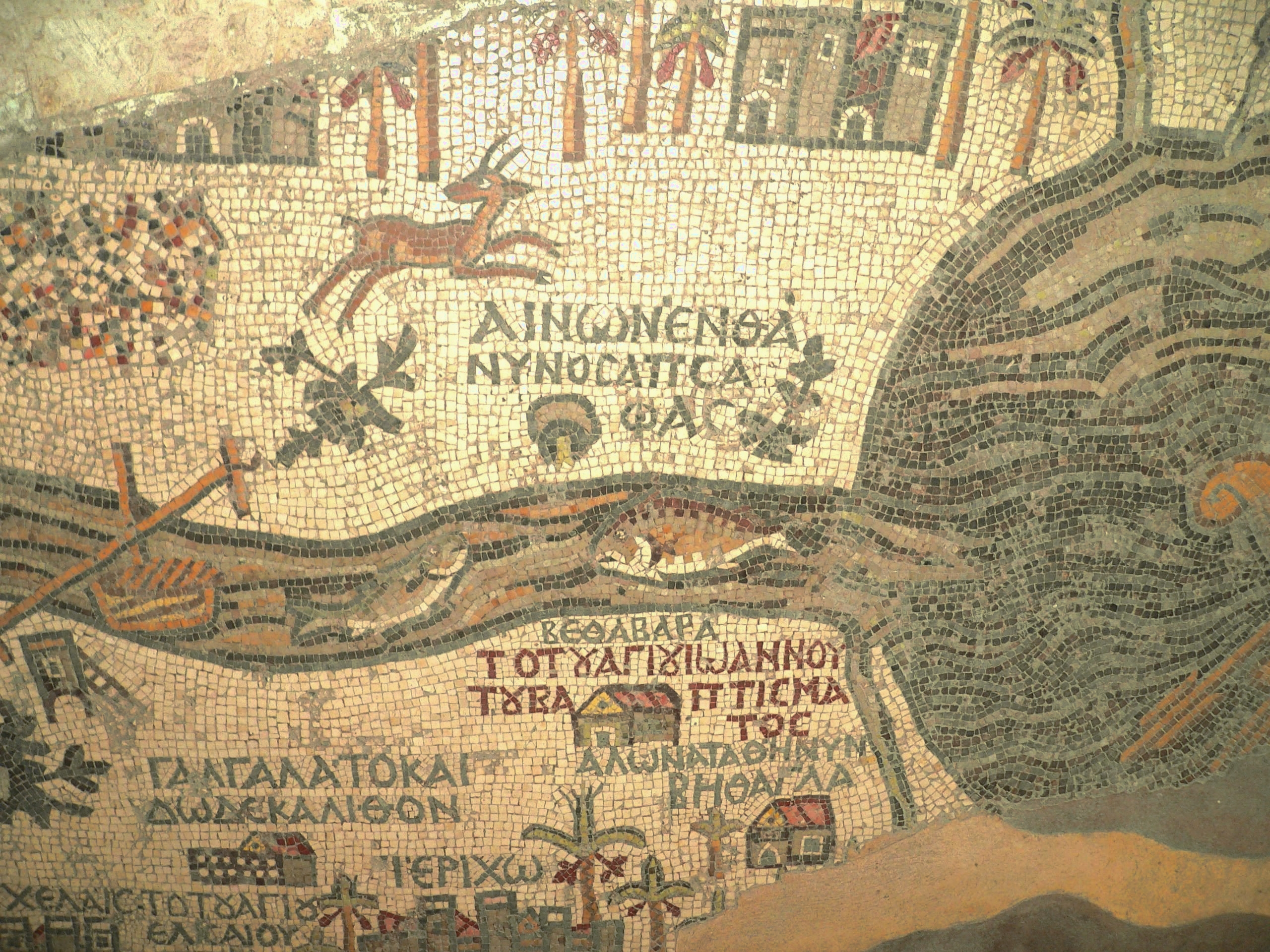
Část Madabské mapy znázorňující Bethabaru (Betánii v Zajordání) (Βέθαβαρά) a označující místo, kde Jan křtil

Evangelia představují činnost Jana Křtitele jako předchůdce Ježíšova působení a Ježíšův křest jako počátek Ježíšovy činnosti.
V kázání ve Skutcích – Sk 10, 37–38 (Kral, ČEP), které pronesl v domě setníka Kornélia, apoštol Petr podává přehled Ježíšovy činnosti a zmiňuje se o tom, co se stalo „po celém Judsku, počínaje Galileou, po křtu, který hlásal Jan“, a že Ježíš, kterého „Bůh pomazal Duchem svatým a mocí“, šel „konat dobro“.
Jan 1, 28 (Kral, ČEP) upřesňuje místo, kde Jan křtil, jako „Betánii za Jordánem“. Nejedná se o vesnici Betánie východně od Jeruzaléma, ale o město Betabara v Pereji. Perea je provincie východně od Jordánu, přes jižní část Samaří, a přestože Nový zákon Pereji jmenovitě nezmiňuje, Jan 3, 23 (Kral, ČEP) na ni opět nepřímo odkazuje, když uvádí, že Jan křtil v Enonu u Salimu, „protože tam bylo mnoho vody“. Historik prvního století Flavius Iosephus ve svých Židovských starožitnostech (18 5.2) také píše, že Jan Křtitel byl uvězněn a poté zabit v Machaeru na hranicích Pereje.
Lk 3, 23 (Kral, ČEP) a Lk 4, 1 (Kral, ČEP) naznačují možné Ježíšovy aktivity poblíž řeky Jordán v době jeho křtu, stejně jako první setkání s učedníky Jana Křtitele v Jan 1, 35–37 (Kral, ČEP), kde „dva učedníci ho slyšeli mluvit a šli za Ježíšem“. Za předpokladu, že došlo ke dvěma událostem očisty chrámu, který se nacházel v Jeruzalémě, může být možným odkazem na ranou judskou činnost – Jan 2, 13–25 (Kral, ČEP).

## Činnost v Galileji

### Rané galilejské působení
Rané galilejské působení začíná, když se podle Matouše Ježíš vrací z Judské pouště do Galileje poté, co odolal satanovu pokušení. V tomto raném období Ježíš káže po Galileji a v Matoušově evangeliu – Mt 4, 18–20 (Kral, ČEP) se s ním setkávají jeho první učedníci, začínají s ním putovat a nakonec tvoří jádro prvotní církve.
Janovo evangelium obsahuje svatbu v Káni Galilejské jako první Ježíšův zázrak, který se odehrál v tomto raném období jeho působení, kdy se Ježíš vrátil do Galileje. Jako místo, kde se Kána Galilejská nacházela, bylo navrženo několik vesnic v Galileji (např. Kafr Kanna).
Ježíšův návrat do Galileje následuje po zatčení Jana Křtitele. Ježíšovo rané učení vyústilo v jeho odmítnutí v rodném městě, když v Lukášově evangeliu – Lk 4, 16–30 (Kral, ČEP) Ježíš v synagóze říká: „Žádný prorok není vítán ve své vlasti“ a lidé ho odmítají.
V tomto raném období se Ježíšova pověst začíná šířit po celé Galileji. V Mk 1, 21–28 (Kral, ČEP) a Lk 4, 31–37 (Kral, ČEP) se Ježíš vydává do Kafarnaa, kde lidé „žasli nad jeho učením, neboť je učil jako ten, kdo má moc“, v epizodě vymítání (exorcismus) v synagoze v Kafarnaum, po níž následuje uzdravení matky Petrovy manželky.
Lukáš – Lk 5, 1–11 (Kral, ČEP) obsahuje první epizodu se zázračným rybolovem, v níž Ježíš říká Petrovi: „Od této chvíle budeš lovit lidi“. Petr opouští svou síť a spolu s ním Jakub a Jan, synové Zebedeovi, následují Ježíše jako učedníci.
Do tohoto období spadá Kázání na hoře (Horské kázání), jedna z hlavních Ježíšových promluv v Matoušově evangeliu, a Kázání na planině v Lukášově evangeliu. Horské kázání, které zahrnuje Mt 5 (Kral, ČEP), Mt 6 (Kral, ČEP) a Mt 7 (Kral, ČEP) kapitolu Matoušova evangelia, je první z pěti Matoušových promluv a je nejdelším Ježíšovým učením v Novém zákoně. Obsahuje mnoho Ježíšových mravoučných poučení a zahrnuje blahoslavenství a často pronášenou modlitbu Páně (Otčenáš).
Blahoslavenství jsou vyjádřena jako osm požehnání v Matoušově horském kázání a čtyři podobná požehnání se objevují v Lukášově kázání na planině, kde po nich následují čtyři běda, která jsou zrcadlovým odrazem požehnání. Blahoslavenství představují nejvyšší ideály Ježíšova učení o milosrdenství, spiritualitě a soucitu.

### Hlavní galilejské působení
Hlavní galilejské působení, nazývané také velké galilejské působení, začíná po kázání na hoře v 8. kapitole Matoušova evangelia – Mt 8 (Kral, ČEP) a zahrnuje Ježíšovu činnost až do události stětí Jana Křtitele.
Na počátku tohoto období jsou Služebník setníkův – Mt 8, 5–13 (Kral, ČEP) a Utišení bouře – Mt 8, 23–27 (Kral, ČEP), které se zabývají tématem víry a strachu. Když setník projevuje Ježíšovi víru a žádá o „uzdravení na dálku“, Ježíš ho chválí za jeho výjimečnou víru. Na druhou stranu, když jeho vlastní učedníci projevují strach z bouře na Galilejském jezeře, Ježíš je poučuje, aby měli větší víru, poté co přikáže bouři ustat.
V tomto období Ježíš teprve shromažďuje dvanáct apoštolů a v Matoušově evangeliu – Mt 9, 9 (Kral, ČEP) se objevuje Matoušovo povolání. Konflikty a kritika mezi Ježíšem a farizeji pokračují, např. kritizují Ježíše, že se stýká s „celníky a hříšníky“, na což Ježíš reaguje: „Lékaře nepotřebují zdraví, ale nemocní. Nepřišel jsem volat k pokání spravedlivé, ale hříšníky.“
Pověření dvanácti apoštolů vypráví o prvním výběru dvanácti apoštolů z řad Ježíšových učedníků. Ježíš odchází na horu, aby se modlil, a po noci strávené modlitbou k Bohu ráno svolává své učedníky a vybírá z nich dvanáct.
V Misijní řeči Ježíš nařizuje dvanácti apoštolům, kteří jsou jmenováni v Matoušově evangeliu – Mt 10, 2–3 (Kral, ČEP), aby s sebou nenosili žádné věci, až budou putovat od města k městu a kázat, zvlášť Lukáš – Lk 10, 1–24 (Kral, ČEP) vypráví o sedmdesáti učednících, kde Ježíš jmenuje větší počet učedníků a posílá je po dvojicích s misijním pověřením, aby šli do vesnic před Ježíšovým příchodem tam.
V Matoušově evangeliu – Mt 11, 2–6 (Kral, ČEP) přicházejí dva poslové od Jana Křtitele, aby se Ježíše zeptali, zda je očekávaným Mesiášem, nebo „máme čekat jiného?“ Ježíš odpovídá: „Jděte, zvěstujte Janovi, co slyšíte a vidíte: Slepí vidí, chromí chodí.“ Poté Ježíš začíná mluvit k zástupům o Křtiteli.
Toto období je bohaté na podobenství a učení a zahrnuje parabolickou řeč, která poskytuje mnoho podobenství o nebeském království, počínaje Matoušem – Mt 13, 1 (Kral, ČEP). Patří k nim podobenství o rozsévači, pleveli, hořčičném semínku a kvasu, určená široké veřejnosti, a také o ukrytém pokladu, perle a vtažení do sítě.
Na konci svého velkého galilejského působení se Ježíš vrací do svého rodného města Nazaretu. Jeho moudrost je tam uznávána, zpochybňována a odmítána.

### Závěrečné galilejské působení

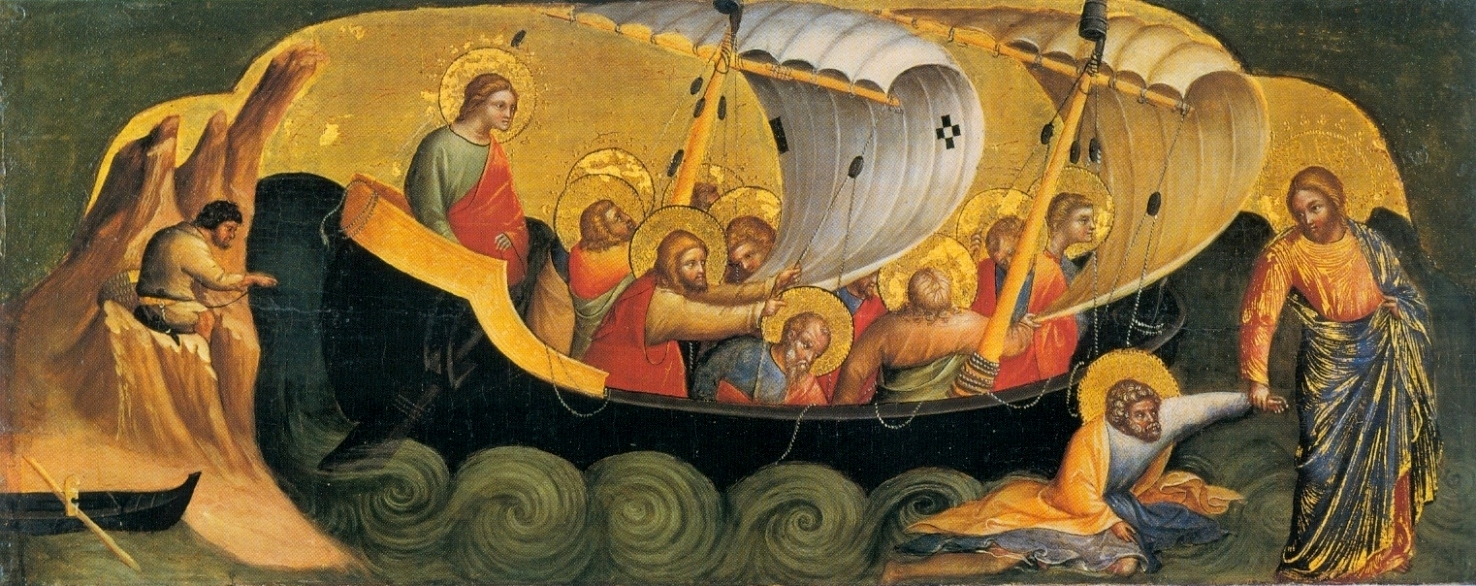
Chození po vodě, Lorenzo Veneziano, 1370

Závěrečné galilejské působení začíná po smrti Jana Křtitele a zahrnuje epizody Nasycení 5000 lidí a Chození po vodě, obě v Matoušově evangeliu – Mt 14 (Kral, ČEP). Poté, co se Ježíš dozví o Křtitelově smrti, odebere se na lodi do soukromí na osamělé místo poblíž Betsaidy, kde osloví zástupy, které za ním přišly pěšky z měst, a všechny nasytí „pěti chleby a dvěma rybami“, které mu přinesl jeden chlapec.
V návaznosti na to evangelia uvádějí epizodu chození po vodě v Matoušovi – Mt 14, 22–23 (Kral, ČEP), Markovi – Mk 6, 45–52 (Kral, ČEP) a Janovi – Jan 6, 16–21 (Kral, ČEP) jako důležitý krok v rozvíjení vztahu mezi Ježíšem a jeho učedníky v této fázi jeho působení. Epizoda zdůrazňuje důležitost víry tím, že Petr se při pokusu o chůzi po vodě začal topit, když ztratil víru a dostal strach. Na konci epizody učedníci posilují svou víru v Ježíše a v Matoušově evangeliu – Mt 14, 33 (Kral, ČEP) říkají: „Jistě jsi Boží Syn“.
Rozprava o poskvrnění je popisem Ježíšova učení, které je v Novém zákoně zaznamenáno v Matoušově evangeliu – Mt 15, 1–20 (Kral, ČEP) a Markově evangeliu – Mk 7, 1–23 (Kral, ČEP), kde Ježíš v reakci na námitku farizeů říká: „Nic, co zvenčí vchází do člověka, nemůže ho znesvětit; ale co z člověka vychází, to jej znesvěcuje.“
Po této epizodě se Ježíš odebírá do „krajů Týru a Sidonu“ u Středozemního moře, kde se odehrává epizoda s dcerou kananejské ženy v Mt 15, 21–28 (Kral, ČEP) a Mk 7, 24–30 (Kral, ČEP). Tato epizoda je příkladem toho, jak Ježíš zdůrazňuje hodnotu víry, když ženě říká: „Ženo, tvá víra je veliká; staň se ti tak, jak chceš.“ Význam víry je zdůrazněn také v epizodě Očištění deseti malomocných v Lukášovi – Lk 17, 11–19 (Kral, ČEP).
V Markově evangeliu Ježíš po projití Sidonem vstupuje do oblasti Dekapole, skupiny deseti měst jihovýchodně od Galileje, kde se v Mk 7, 31–37 (Kral, ČEP) popisuje zázrak uzdravení hluchoněmého. Po uzdravení učedníci říkají: „Dobře všecko učinil. I hluchým dává sluch a němým řeč.“ Tato epizoda je poslední z řady vyprávěných zázraků, které navazují na Petrovo prohlášení Ježíše za Krista v Mk 8, 29 (Kral, ČEP).

## Z Judska a Pereje do Jeruzaléma

### Pozdější judské působení
V tomto období začíná Ježíš svou poslední cestu do Jeruzaléma, kdy obchází Samařsko, prochází Pereou a pokračuje přes Judsko do Jeruzaléma. Na začátku tohoto období Ježíš poprvé předpovídá svou smrt a tato předpověď pak navazuje na další dvě epizody, přičemž poslední předpověď zazní těsně předtím, než Ježíš naposledy vjede do Jeruzaléma, v týdnu svého ukřižování. V Mt 16, 21–28 (Kral, ČEP) a Mk 8, 31–33 (Kral, ČEP) Ježíš učí své učedníky, že „Syn člověka musí mnoho trpět, být zavržen od starších, velekněží a zákoníků, být zabit a po třech dnech vstát“.

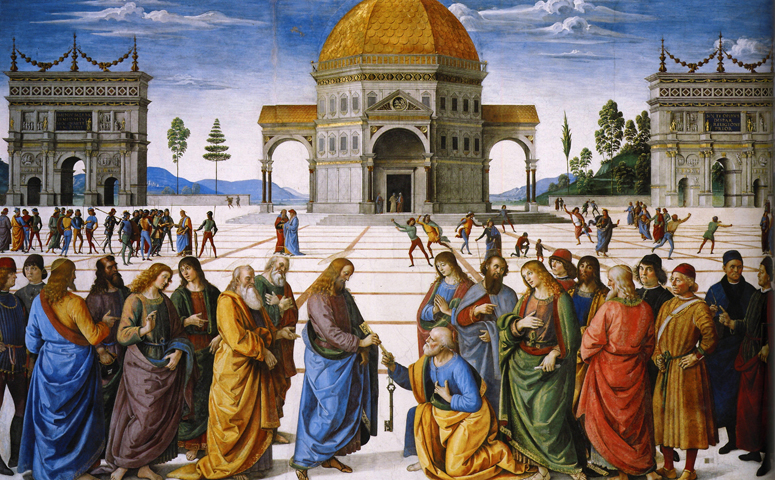
Ježíšovo předání klíčů svatému Petrovi, Pietro Perugino, 1492

Později v tomto období, zhruba v polovině každého ze tří synoptických evangelií, se odehrávají dvě související epizody, které znamenají zlom v Ježíšově službě: Petrovo vyznání a Ježíšovo proměnění. Tyto epizody začínají v Cesareji Filipově, severně od Galilejského jezera, na začátku závěrečné cesty do Jeruzaléma, která končí Ježíšovým umučením a zmrtvýchvstáním. Tyto epizody znamenají počátek postupného odhalování Ježíšovy identity jako Mesiáše jeho učedníkům; a předpověď jeho vlastního utrpení a smrti.
Petrovo vyznání začíná jako dialog mezi Ježíšem a jeho učedníky v Matoušovi – Mt , 16 (Kral, ČEP); Markovi – Mk 8, 27 (Kral, ČEP) a Lukášovi – Lk 9, 18 (Kral, ČEP). Ježíš se ptá svých učedníků: A za koho mě pokládáte vy? Šimon Petr odpověděl: Ty jsi Mesiáš, Syn Boha živého. V Matoušově evangeliu – Mt 16, 17 (Kral, ČEP) Ježíš žehná Petrovi za jeho odpověď a říká: „Nezjevilo ti to tělo a krev, ale můj Otec, který je v nebesích.“ Tím, že Ježíš Petrovi žehná, nejenže přijímá tituly Kristus a Syn Boží, které mu Petr přisuzuje, ale prohlašuje toto prohlášení za božské zjevení, když uvádí, že jeho Otec v nebi to Petrovi zjevil. Tímto tvrzením se Ježíš jednoznačně prohlašuje za Krista i za Božího Syna, neboť oba tituly považuje za Boží zjevení.
V Matoušově evangeliu, které následuje po této epizodě, Ježíš také vybírá Petra jako vůdce apoštolů a prohlašuje, že „na této skále zbuduji svou církev“. V Matoušově evangeliu – Mt 16, 18 (Kral, ČEP) pak Ježíš pokračuje: „Že ty jsi Petr a na této skále zbuduji svou církev“. Slovo „církev“ (řecky ekklésia), jak je zde použito, se v evangeliích objevuje už jen jednou, v Matoušovi – Mt 18, 17 (Kral, ČEP), a označuje tehdejší společenství věřících.

### Pozdější pereanské působení
Po Petrově prohlášení je další významnou událostí vyprávění o Ježíšově proměnění, které se objevuje v Matoušově evangeliu – Mt 17, 1–9 (Kral, ČEP), Markově evangeliu – Mk 9, 2–8 (Kral, ČEP) a Lukášově evangeliu – Lk 9, 28–36 (Kral, ČEP). Ježíš bere s sebou Petra a další dva apoštoly a vystupuje na horu, která není jmenována. Jakmile se Ježíš ocitl na hoře, Matouš – Mt 17, 2 (Kral, ČEP) uvádí, že „se před nimi proměnil; jeho tvář zazářila jako slunce a jeho oděv zbělel jako světlo“. V té chvíli se objevují proroci Eliáš a Mojžíš a Ježíš k nim začíná mluvit. Lukáš je v popisu Ježíše ve stavu oslavení konkrétní, Lukáš – Lk 9, 32 (Kral, ČEP) mluví o tom, že „viděli jeho slávu“. Kolem nich se objevuje jasný oblak a hlas z oblaku prohlašuje: „Toto je můj milovaný Syn, v němž mám zalíbení, poslouchejte ho“.

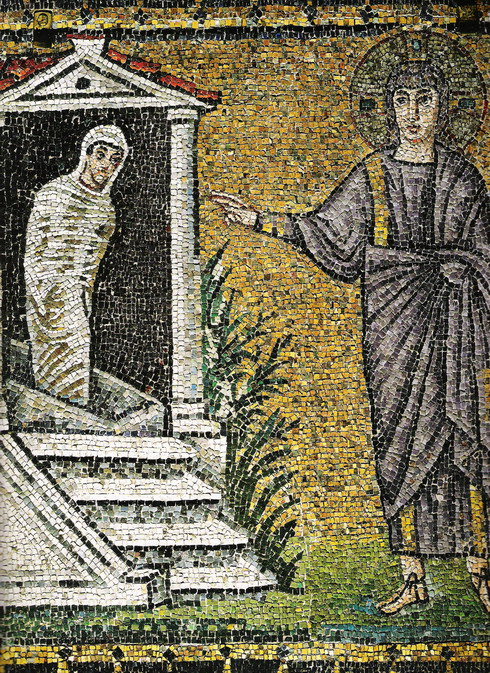
Mozaika Vzkříšení Lazara z 6. století, kostel Sant'Apollinare Nuovo, Ravenna, Itálie

Proměnění nejenže podporuje Ježíšovu identitu Božího Syna (stejně jako při křtu), ale výrok „poslouchejte ho“ ho identifikuje jako Božího vyslance a ústa. Význam je umocněn přítomností Eliáše a Mojžíše, neboť apoštolům naznačuje, že Ježíš je hlasem Božím a místo Eliáše nebo Mojžíše by mu měli naslouchat, a to na základě jeho synovského vztahu k Bohu. 2Petr 1, 16–18 (Kral, ČEP) je ozvěnou téhož poselství: při proměnění Bůh Ježíši přisuzuje zvláštní  „poctu a slávu“ a je to zlomový okamžik, kdy Bůh Ježíše vyvyšuje nad všechny ostatní moci ve stvoření.
Mnoho epizod z pozdější judského působení pochází z Lukášova evangelia, ale obecně tato posloupnost epizod v Lukášově evangeliu neposkytuje dostatek zeměpisných informací k určení Pereje, ačkoli badatelé obecně předpokládají, že Ježíšova cesta z Galileje do Jeruzaléma vedla přes Pereu. Janovo evangelium však uvádí, že se Ježíš vrátil do oblasti, kde byl pokřtěn, a Jan 10, 40–42 (Kral, ČEP) uvádí, že „mnoho lidí v něj uvěřilo za Jordánem“ a že „všechno, co Jan o tomto člověku řekl, byla pravda“. Oblast, kde byl Ježíš pokřtěn, je vzhledem k působení Křtitele v Betánii v Zajordání a Ænonu v Janově evangeliu – Jan 1, 28 (Kral, ČEP) a Janově evangeliu – Jan 3, 23 (Kral, ČEP) odvozována jako blízké okolí oblasti Pereje.
Do tohoto období služby spadá i Řeč o církvi, v níž Ježíš předjímá budoucí společenství následovníků a vysvětluje úlohu svých apoštolů v jeho vedení. Patří sem i Podobenství podobenství O ztracené ovci a O neodpouštějícím služebníkovi z Matoušova evangelia – Mt 18 (Kral, ČEP), která se rovněž vztahují k nebeskému království. Obecným tématem promluvy je očekávání budoucího společenství následovníků a role jeho apoštolů při jeho vedení.
V Matoušově evangeliu – Mt 18, 18 (Kral, ČEP) Ježíš oslovuje své apoštoly: „Amen, pravím vám, cokoli odmítnete na zemi, bude odmítnuto v nebi, a cokoli přijmete na zemi, bude přijato v nebi.“ Tato řeč zdůrazňuje význam pokory a sebeobětování jako vysokých ctností v očekávaném společenství. Učí, že v Božím království záleží na osobní pokoře, nikoli na společenském významu a vlivu.
Na závěr tohoto období je v Janově evangeliu zařazena epizoda vzkříšení Lazara v Jan 11, 1–46 (Kral, ČEP), v níž Ježíš čtyři dny po pohřbu přivádí Lazara z Betánie zpět k životu. V Janově evangeliu je vzkříšení Lazara vyvrcholením „sedmi znamení“, která postupně potvrzují Ježíšovu identitu Božího Syna a očekávaného Mesiáše. Je to také klíčová epizoda, která zahajuje řetězec událostí, jež vedou k tomu, že zástupy přišly za Ježíšem při jeho triumfálním vjezdu do Jeruzaléma – což vede k rozhodnutí Kaifáše a Sanhedrinu naplánovat Ježíšovo zabití (Ježíšovo ukřižování).

## Závěrečné působení v Jeruzalémě

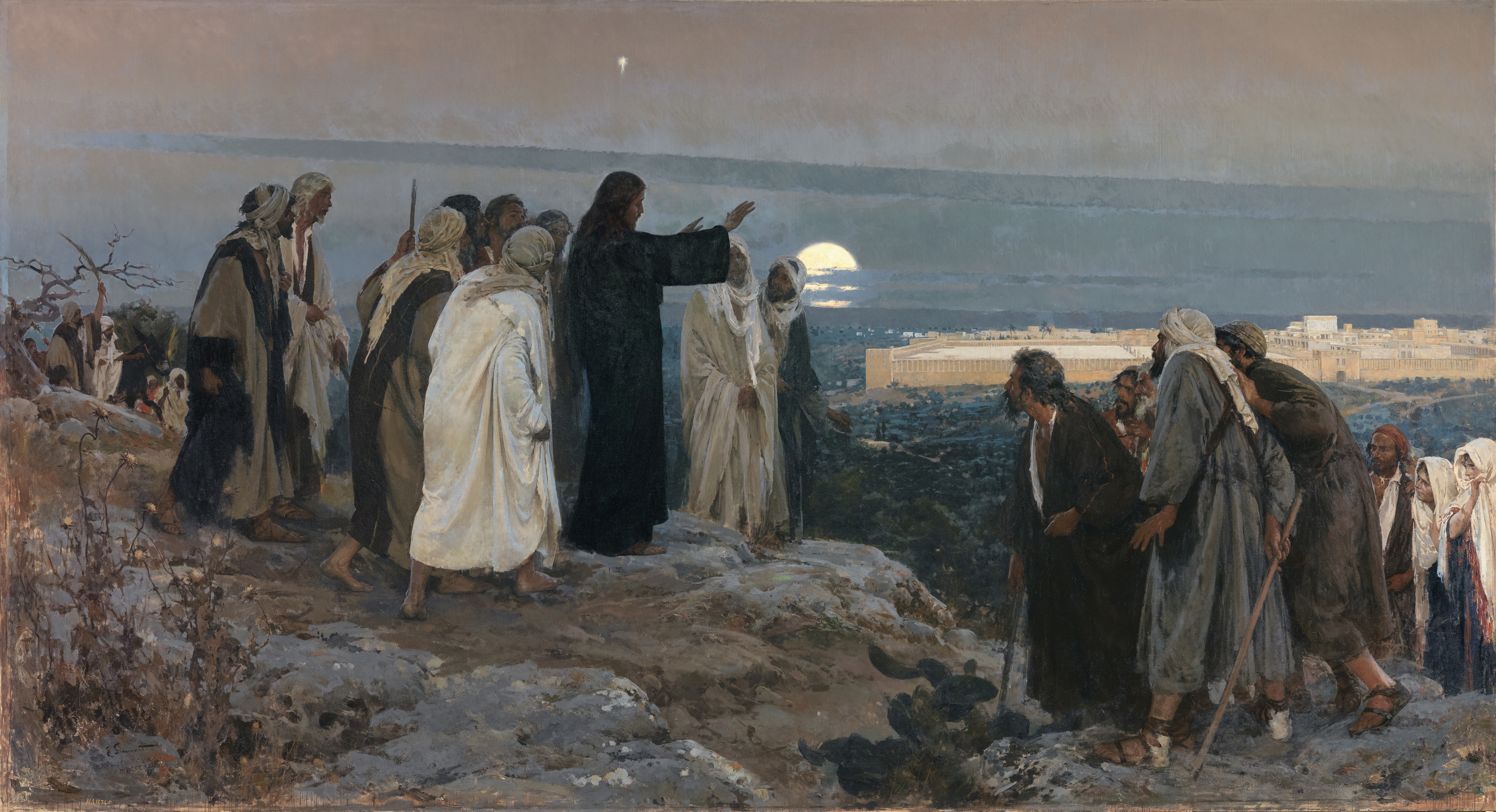
Flevit super illam (Plakal nad ním); Enrique Simonet, 1892

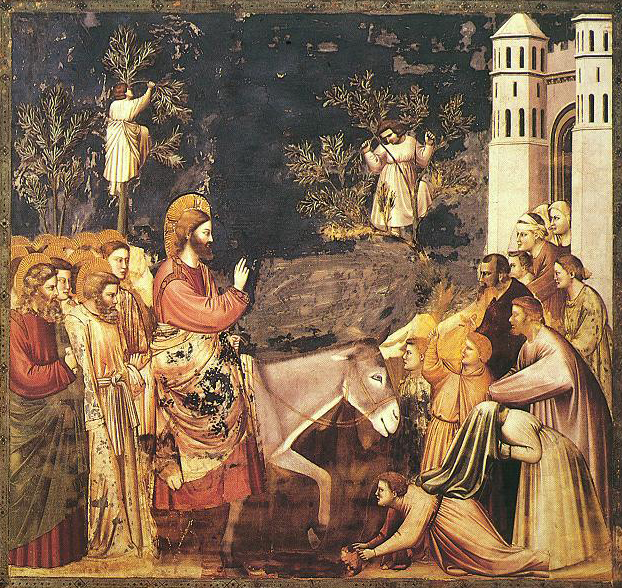
Ježíš vjíždí do Jeruzaléma a zástupy ho vítají, Giotto, 14. století

Poslední působení v Jeruzalémě se tradičně nazývá pašije a začíná Ježíšovým triumfálním vjezdem do Jeruzaléma na začátku týdne, který zahrnuje Poslední večeři a je liturgicky označován jako Svatý týden. Evangelia věnují vyprávění o posledním týdnu Ježíšova života v Jeruzalémě zvláštní pozornost a toto vyprávění tvoří asi třetinu textu čtyř evangelií, což ukazuje na jeho teologický význam v křesťanském myšlení rané církve.
Před příchodem do Jeruzaléma, v Jan 12, 9–11 (Kral, ČEP), se po vzkříšení Lazara z mrtvých kolem Ježíše shromáždí zástupy a uvěří v něj, a následujícího dne zástupy, které se shromáždily na hostinu v Jeruzalémě, vítají Ježíše, když sestupuje z Olivové hory směrem k Jeruzalému, v Mt 21, 1–11 (Kral, ČEP), Mk 11, 1–11 (Kral, ČEP), Lk 19, 28–44 (Kral, ČEP) a Jan 12, 12–19 (Kral, ČEP). V Lk 19, 41–44 (Kral, ČEP), když se Ježíš blíží k Jeruzalému, pohlíží na město a pláče nad ním, čímž předpovídá utrpení, které město čeká.

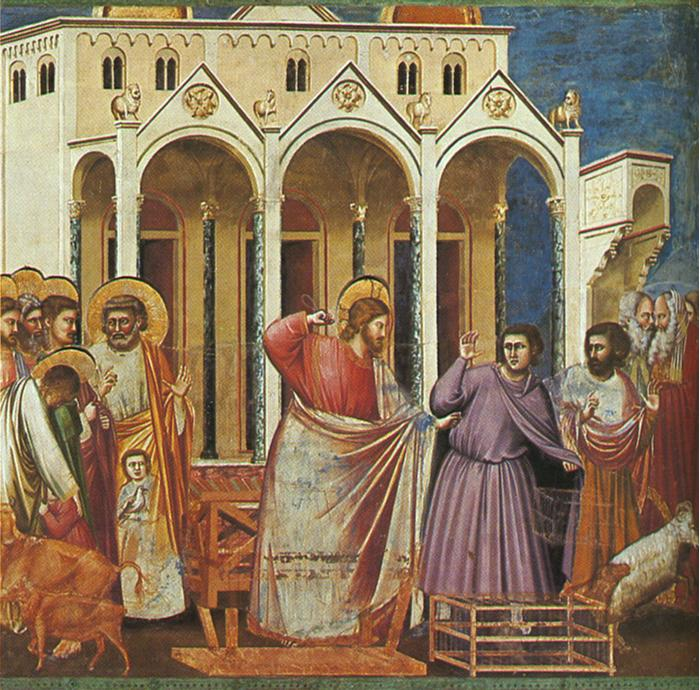
Vyhánění směnárníků, Giotto, 14. století

Ve třech synoptických evangeliích po vjezdu do Jeruzaléma následuje epizoda Vyčištění chrámu, v níž Ježíš vyhání z chrámu penězoměnce a obviňuje je, že svou obchodní činností proměnili chrám v doupě zlodějů. Jedná se o jedinou zprávu o tom, že Ježíš v některém z evangelií použil fyzickou sílu. V následujícím týdnu synoptici zařazují řadu známých podobenství a kázání, jako je například o vdovině daru a proroctví o druhém příchodu.
V uvedeném týdnu synoptici také vyprávějí o konfliktech mezi Ježíšem a židovskými staršími v epizodách, jako je Zpochybnění Ježíšovy autority a Bída farizeů, v nichž Ježíš kritizuje jejich pokrytectví. Jidáš Iškariotský, jeden z dvanácti apoštolů, přistupuje k židovským starším a uskutečňuje „Jidášovu smlouvu“, v níž souhlasí se zradou Ježíše a jeho předáním starším. Matouš uvádí cenu třicet stříbrných mincí.
V Mt 24 (Kral, ČEP), Mk 13 (Kral, ČEP) a Lk 21 (Kral, ČEP) Ježíš přednáší řeč o posledních časech, která se také nazývá Olivetská řeč, protože byla pronesena na Olivové hoře. Řeč se týká především soudu a očekávaného jednání Ježíšových následovníků a potřeby bdělosti následovníků vzhledem k nadcházejícímu soudu. Obecně se má za to, že řeč odkazuje jak na nadcházející zničení jeruzalémského chrámu, tak na konec časů a druhý příchod Krista, ale mnohé odborné názory na to, které verše se vztahují ke které události, se stále rozcházejí.
Klíčovou epizodou závěrečné části Ježíšova působení je Poslední večeře, jejíž součástí je ustanovení eucharistie. V Mt 26, 26–29 (Kral, ČEP), Mk 14, 22–25 (Kral, ČEP) a v Lk 22, 19–20 (Kral, ČEP) během poslední večeře Ježíš bere chléb, láme ho a dává učedníkům se slovy: „Toto je moje tělo, které se za vás vydává.“ Dává jim také pít „kalich“ a říká, že toto je jeho krev. Ačkoli mohl být zkvašený, žádný z biblických záznamů o něm nemluví jako o víně, ale spíše jako o „plodu vinné révy“ nebo „kalichu“. V 1Kor 11, 23–26 (Kral, ČEP) se apoštol Pavel odvolává na Poslední večeři. Jan 14, 1 – 17, 26 (Kral, ČEP) uzavírá Poslední večeři dlouhým kázáním o třech kapitolách, známým jako řeč na rozloučenou, které připravuje učedníky na Ježíšův odchod.

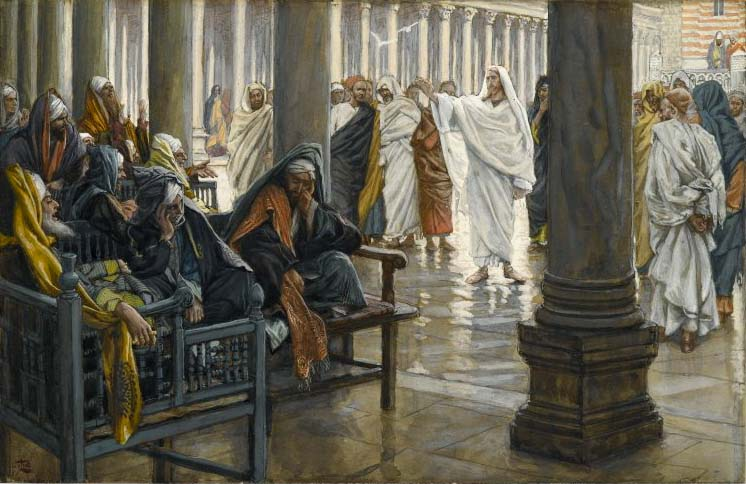
Bída farizeů
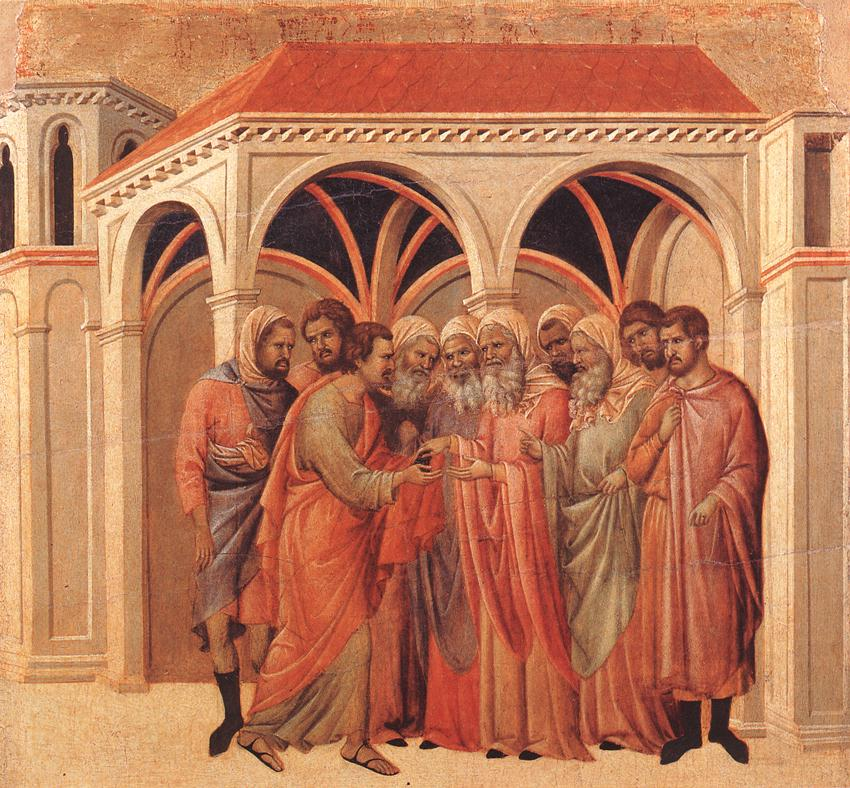
Jidášova smlouva
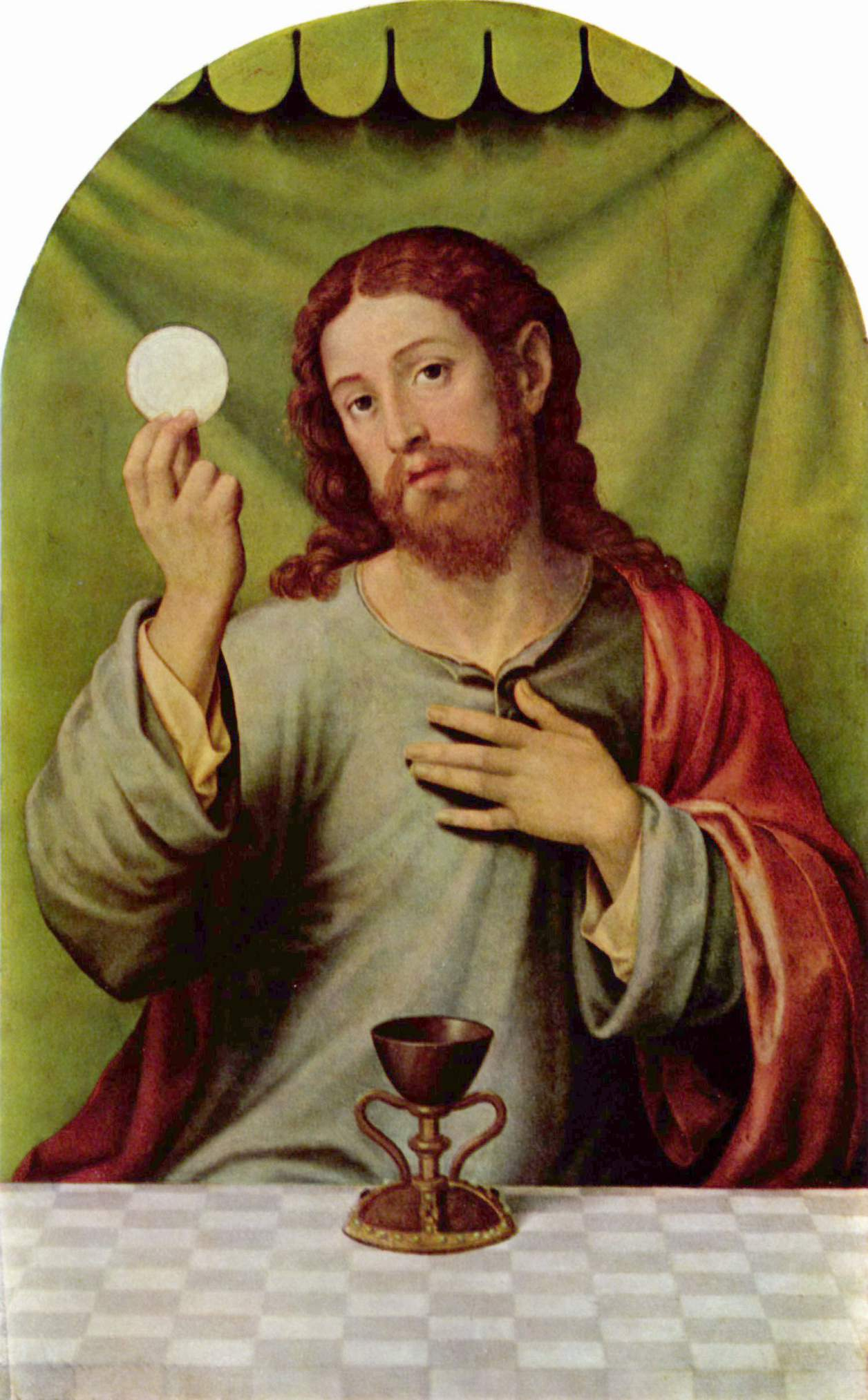
Poslední večeře a Eucharistie
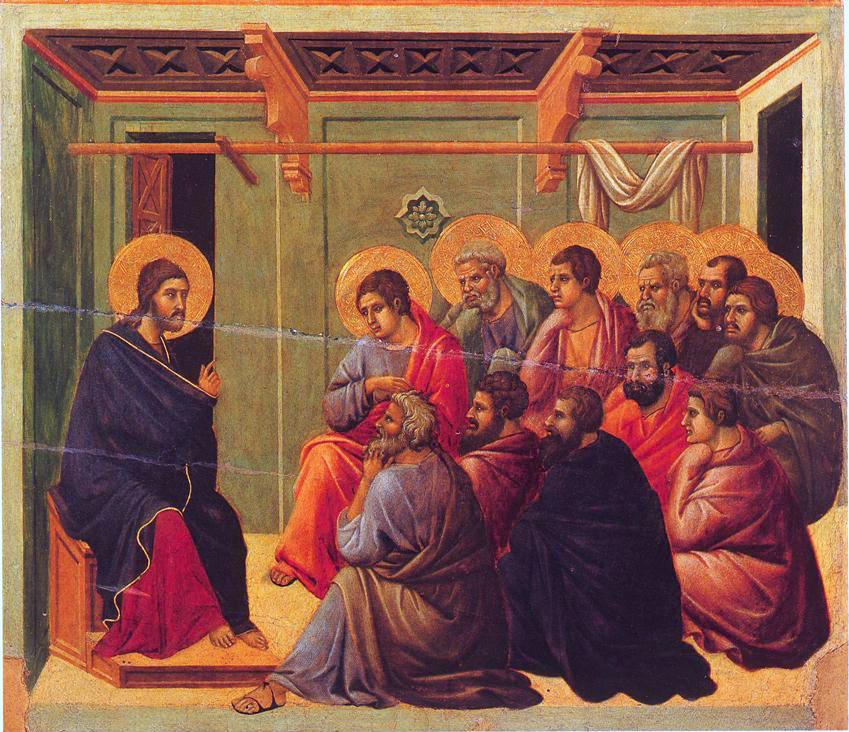
Řeč na rozloučenou